# Hipnoskop

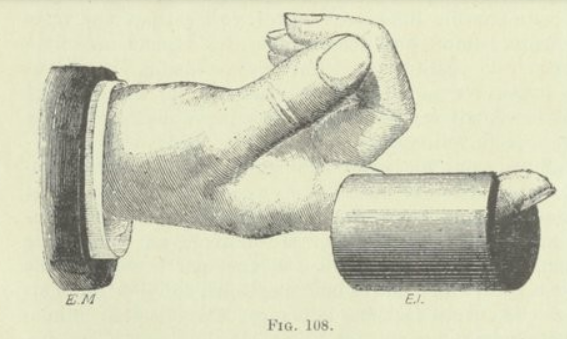
Hipnoskop

Hipnoskop – instrument przeznaczony do określania podatności osoby na wpływy hipnotyczne.

## Historia
Wielu hipnotyzerów, takich jak Mesmer i inni, głosiło, że ludzkie ciało jest podatne na działanie pól magnetycznych. Pod koniec XIX wieku niektórzy psychologowie próbowali zmierzyć podatność człowieka na hipnozę za pomocą magnesów: pacjent musiał włożyć palec w pole magnetyczne, a jeśli odczuł jakikolwiek wpływ, miał być łatwo zahipnotyzowany.
Julian Ochorowicz stworzył hipnoskop do badania podatności swoich pacjentów. Hipnoskop jest stalową rurką o długości 5 centymetrów i 4-centymetrowej średnicy, z przeciętą wzdłuż  
jednocentymetrową szczeliną, której krawędzie po namagnesowaniu rurki tworzyły dwa bieguny bardzo silnego magnesu.

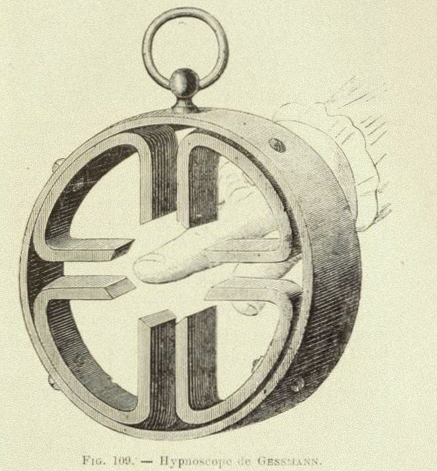
Hipnoskop Gessmana

Inni naukowcy, na przykład Gessman, stworzyli własne hipnoskopy. 
Instrument i metoda spotkały się z poważną krytyką ze strony Franka Podmore’a i ostatecznie psychologowie stracili zainteresowanie hipnoskopem.